# Municipio de Harrison (condado de Wallace)
El municipio de Harrison (en inglés: Harrison Township) es un municipio ubicado en el condado de Wallace en el estado estadounidense de Kansas. En el año 2010 tenía una población de 69 habitantes y una densidad poblacional de 0,33 personas por km².

## Geografía
El municipio de Harrison se encuentra ubicado en las coordenadas 38°45′53″N 101°34′0″O / 38.76472, -101.56667. Según la Oficina del Censo de los Estados Unidos, el municipio tiene una superficie total de 210.2 km², de la cual 210,19 km² corresponden a tierra firme y (0 %) 0 km² es agua.

## Demografía
Según el censo de 2010, había 69 personas residiendo en el municipio de Harrison. La densidad de población era de 0,33 hab./km². De los 69 habitantes, el municipio de Harrison estaba compuesto por el 85,51 % blancos, el 14,49 % eran de otras razas. Del total de la población el 14,49 % eran hispanos o latinos de cualquier raza.